# Staszów LHS
Staszów LHS – towarowa stacja kolejowa w Staszowie, w gminie Staszów, w powiecie staszowskim, w województwie świętokrzyskim, w Polsce.